# Cephalophus brookei
Cephalophorus brookei, syn. Cephalophus brookei (дуїкер Брука) — вид парнокопитних ссавців родини Бикові (Bovidae). Це невелика антилопа, що живе в Ліберії, Сьєрра-Леоне та Кот-д'Івуарі. Дуїкер Брука довгий час вважався підвидом дуїкера Огілбі.